# Record de France de natation messieurs du 200 mètres brasse
Le record de France de natation sportive messieurs pour l'épreuve du 200 mètres brasse concerne les records obtenus par les athlètes dans cette épreuve en bassin de 50 et 25 mètres.

## Bassin de 50 mètres
| Temps         | Athlète                | Naissance | Âge | Équipe                  | Compétition                  | Lieu        | Date            |
| ------------- | ---------------------- | --------- | --- | ----------------------- | ---------------------------- | ----------- | --------------- |
| 2 min 16 s 45 | Cédric Pénicaud        | 1971      | 18  | Limoges Otarie Club     | Championnats de France hiver | La Rochelle | 23 mars 1990    |
| 2 min 15 s 56 | Cédric Pénicaud        | 1971      | 18  | Limoges Otarie Club     | Championnats de France été   | Narbonne    | 11 juillet 1990 |
| 2 min 15 s 53 | Cédric Pénicaud        | 1971      | 18  | Limoges Otarie Club     |                              | Rome        | 12 aout 1990    |
| 2 min 15 s 39 | Cédric Pénicaud        | 1971      | 19  | Limoges Otarie Club     |                              | Athènes     | 30 juin 1991    |
| 2 min 14 s 56 | Cédric Pénicaud        | 1971      | 19  | Limoges Otarie Club     | Championnats de France été   | Millau      | 4 juillet 1991  |
| 2 min 14 s 19 | Stéphan Perrot         | 1977      | 17  | Nice Cacel Natation     | Championnats de France hiver | Mennecy     | 26 mars 1995    |
| 2 min 13 s 76 | Stéphan Perrot         | 1977      | 19  | CN Cannes               |                              | Bari        | 15 juin 1997    |
| 2 min 13 s 42 | Jean-Christophe Sarnin | 1976      | 21  | Alliance Dijon Natation | Championnats du monde (f)    | Perth       | 16 janvier 1998 |
| 2 min 12 s 46 | Stéphan Perrot         | 1977      | 22  | CN Cannes               | Championnats d'Europe (f)    | Istanbul    | 29 juillet 1999 |
| 2 min 11 s 77 | Yohan Bernard          | 1974      | 28  | CN de Cannes            | Championnats d'Europe        | Berlin      | 1er août 2002   |
| 2 min 10 s 72 | Hugues Duboscq         | 1981      | 27  | CN Havrais              | Championnats d'Europe (s)    | Eindhoven   | 20 mars 2008    |
| 2 min 9 s 85  | Hugues Duboscq         | 1981      | 27  | CN Havrais              | Championnats d'Europe (d)    | Eindhoven   | 20 mars 2008    |
| 2 min 9 s 72  | Hugues Duboscq         | 1981      | 27  | CN Havrais              | Championnats de France (d)   | Dunkerque   | 23 avril 2008   |
| 2 min 9 s 42  | Hugues Duboscq         | 1981      | 27  | CN Havrais              | Jeux Olympiques (s)          | Pékin       | 12 août 2008    |
| 2 min 8 s 94  | Hugues Duboscq         | 1981      | 27  | CN Havrais              | Jeux Olympiques (f)          | Pékin       | 14 août 2008    |
| 2 min 8 s 76  | Léon Marchand          | 2002      | 20  | Dauphins du TOEC        | Championnats d'Espagne       | Sabadell    | 23 juillet 2022 |
| 2 min 6 s 59  | Léon Marchand          | 2002      | 21  | Dauphins du TOEC        | Championnats de France (f)   | Rennes      | 11 juin 2023    |
| 2 min 5 s 85  | Léon Marchand          | 2002      | 22  | Dauphins du TOEC        | Jeux olympiques (f)          | Paris       | 31 juillet 2024 |

## Bassin de 25 mètres
| Temps            | Athlète          | Naissance | Âge | Équipe                       | Compétition                | Lieu                 | Date             |
| ---------------- | ---------------- | --------- | --- | ---------------------------- | -------------------------- | -------------------- | ---------------- |
| 2 min 10 s 83    | Cédric Pénicaud  | 1971      | 18  | Union Nautique Limoges       | Championnats interclubs    | Boulogne-Billancourt | 16 décembre 1989 |
| 2 min 10 s 13    | Stéphan Perrot   | 1977      | 17  | Nice Cacel Natation          | Championnats interclubs    | Boulogne-Billancourt | 18 décembre 1994 |
| 2 min 09 s 53    | Stéphan Perrot   | 1977      | 20  | Cercle des Nageurs de Cannes |                            | Chalon-sur-Saône     | 23 février 1997  |
| 2 min 09 s 41    | Stéphan Perrot   | 1977      | 21  | Cercle des Nageurs de Cannes | Championnats d'Europe      | Sheffield            | 13 décembre 1998 |
| 2 min 07 s 82    | Stéphan Perrot   | 1977      | 22  | Cercle des Nageurs de Cannes | Championnats d'Europe      | Lisbonne             | 12 décembre 1999 |
| 2 min 07 s 58 RE | Stéphan Perrot   | 1977      | 23  | CS Clichy 92                 | Championnats d'Europe      | Valence              | 17 décembre 2000 |
| 2 min 07 s 56 RE | Stéphan Perrot   | 1977      | 25  | CS Clichy 92                 | Championnats interclub     | Antibes              | 8 décembre 2002  |
| 2 min 06 s 00    | Hugues Duboscq   | 1981      | 27  | Club Nautique Havrais        | Championnats de France (f) | Angers               | 6 décembre 2008  |
| 2 min 04 s 59 RE | Hugues Duboscq   | 1981      | 27  | Club Nautique Havrais        | Championnats d'Europe (f)  | Rijeka               | 14 décembre 2008 |
| 2 min 04 s 50    | Hugues Duboscq   | 1981      | 28  | Club Nautique Havrais        | Coupe du monde (f)         | Stockholm            | 10 novembre 2009 |
| 2 min 03 s 93    | Antoine Viquerat | 1998      | 24  | Dauphins du TOEC             | Championnats du monde (s)  | Melbourne            | 16 décembre 2022 |
| 2 min 03 s 33    | Antoine Viquerat | 1998      | 24  | Dauphins du TOEC             | Championnats du monde (f)  | Melbourne            | 16 décembre 2022 |
| 2 min 02 s 99    | Léon Marchand    | 2002      | 22  | Dauphins du TOEC             | Coupe du monde (f)         | Shanghai             | 20 octobre 2024  |